# Gerichtszeichner

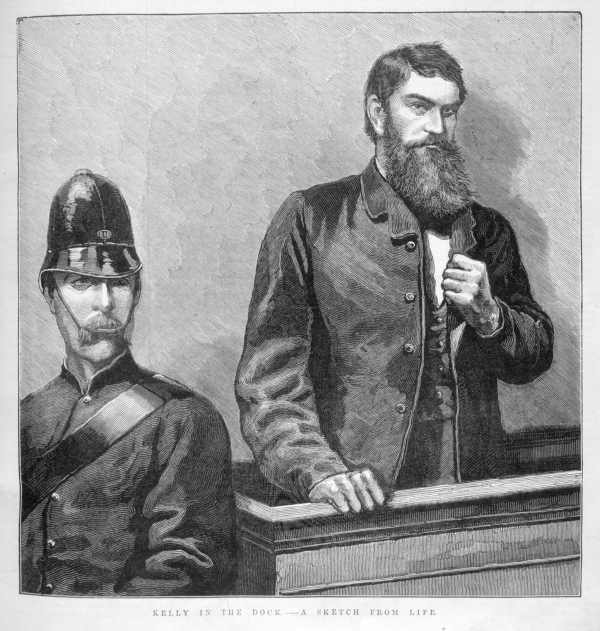
Beispiel für eine Gerichtszeichnung aus dem Prozess gegen Ned Kelly. 1880 in The Illustrated Australian News publiziert.

Ein Gerichtszeichner ist eine Person, die Szenen aus Gerichtsprozessen zeichnerisch festhält.

## Berufsbild

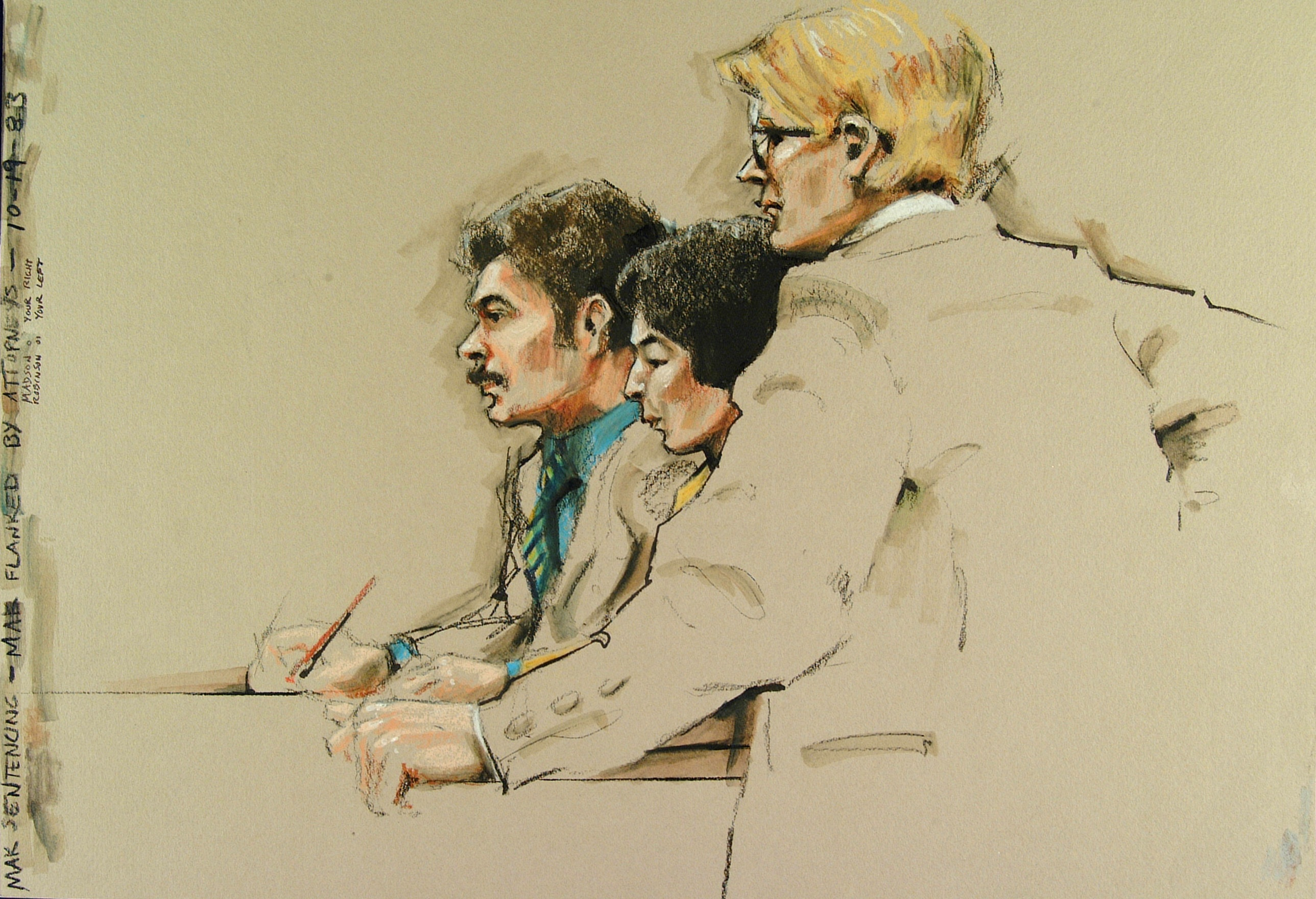
Gerichtszeichnung aus den USA, 1983

Bei der graphischen Darstellung von Prozessen spielt eine gewisse Geschwindigkeit eine Rolle. Der Zeichner muss sich auf typische Einzelheiten des Prozesses konzentrieren. Hierbei ist auch ein Sitzplatz im Gerichtssaal zu wählen, der einen guten Überblick auf das Geschehen bietet. Der Beruf des Gerichtszeichners wird heutzutage nur noch von relativ wenigen Personen und meist nebenberuflich ausgeübt. Es besteht keine spezielle Ausbildung für die Tätigkeit eines Gerichtszeichners und auch keine Berufsorganisation.

## Rechtlicher Hintergrund
Für die Mediennutzung sind dies in Deutschland die einzig vorhandenen bildlichen Darstellungen aus dem Gerichtsverfahren, da in Deutschland in Prozessen neben dem Anfertigen von Tonbandaufzeichnungen auch das Filmen und Fotografieren verboten ist. Dies ergibt sich aus § 169 Gerichtsverfassungsgesetz (GVG), der zwar den Öffentlichkeitsgrundsatz festschreibt, zugleich aber in Satz 2 seit 1964 Ton- und Bildaufnahmen während der Gerichtsverhandlung grundsätzlich für unzulässig erklärt. Die Bestimmung des § 169 Satz 2 GVG verstößt nach der Rechtsprechung des Bundesverfassungsgerichtes nicht gegen die Grundrechte der Rundfunkfreiheit oder der Informationsfreiheit. Beeinträchtigungen dieser Grundrechte werden nach Auffassung des Bundesverfassungsgerichtes durch das entgegenstehende Persönlichkeitsrecht der an dem Gerichtsverfahren Beteiligten, des Grundsatzes eines fairen Verfahrens und die Funktionstüchtigkeit der Rechtspflege, insbesondere die ungestörte Wahrheits- und Rechtsfindung gerechtfertigt.
In den meisten Bundesstaaten der USA sind Fernsehaufnahmen während des Prozesses zulässig. Bekannt wurde in diesem Zusammenhang insbesondere die Live-Berichterstattung über den Prozess gegen O. J. Simpson durch den amerikanischen Fernsehsender Court-TV. Gerichtszeichner haben dort daher nicht denselben Stellenwert. Allerdings werden sie auch dort tätig. Wenn Fernsehkameras das Gerichtsverfahren filmen, dann konzentrieren Gerichtszeichner sich eher auf die nicht von den Kameras erfassten Umstände; beispielsweise die Zuschauer oder die Angehörigen der Prozessparteien.

## Kulturhistorie

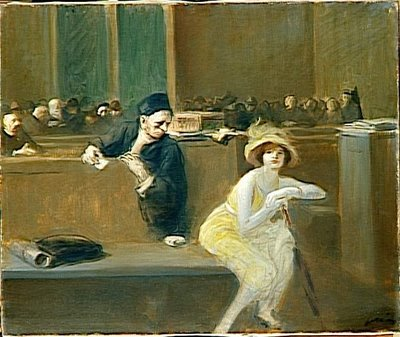
Jean-Louis Forain, Szene im Gerichtssaal (um 1910)

Die bildliche Darstellung von Recht kann hierbei bis in das Mittelalter zurückverfolgt werden, das in vielerlei Hinsicht wesentlich bilderorientiert war. Allerdings ging die Bebilderung von Rechtstexten spätestens mit dem Aufkommen des Buchdrucks rasch zurück und ist heute kaum noch vorhanden. Die Illustrationen wandten sich nicht nur an den Juristen, sondern auch an den Laien und Halblaien. Erwartet wurde allerdings nicht eine möglichst authentische Darstellung eines Rechtsprozesses, wichtiger waren symbolische Bedeutungen und dekorative Wirkung.
Während die Bedeutung von Bildern zur Darstellung des Rechts zurückging, nahm die Darstellung über das Recht über die Flugschriften des 16. und 17. Jahrhunderts, die allegorische Darstellung von Recht bis hin zur Rechtskarikatur, beispielsweise durch Honoré Daumier zu. Mit dem Aufkommen der modernen Presse und insbesondere der Boulevardpresse stieg das auch kommerzielle Interesse an der Darstellung auflagenträchtiger Kriminalfälle und -prozesse. So konnte das französische Massenblatt Le Petit Journal im Jahr 1869/70 durch die ausführliche Berichterstattung über den Fall des Mörders Jean-Baptiste Troppmann über Aufdeckung, Prozess bis zur Hinrichtung die Auflage von 357.000 auf schließlich 594.000 Exemplare steigern und sich langfristig als führend platzieren. Damit einher ging auch die bildliche Darstellung der Prozesse mit grafischen Mitteln, wodurch erst der heutige Gerichtszeichner entstand. 
Als einer der bedeutendsten Gerichtszeichner der Bundesrepublik Deutschland galt Erich Dittmann.